# Brändö
Brändö ("Isla quemada") es una municipalidad isleña de Åland, Finlandia. Tiene una población de 516 habitantes y cubre un área de 103.08 km², de los cuales 0.2 km² son agua. La densidad de población es de 5.0 ocupantes por km². El municipio maneja el sueco como lengua única.